# Goris
Goris (armenisch Գորիս; russisch Горис) ist eine Stadt in der armenischen Provinz Sjunik, rund 250 km von der Hauptstadt Jerewan und 70 km von der Provinzhauptstadt Kapan entfernt.
Goris erhielt den Rang einer Stadt 1885 im damaligen Russischen Reich. Die Stadt hat 23.019 Einwohner nach der Berechnung von 2009. Sie liegt 1370 m über dem Meeresspiegel in einem Talkessel des Flusses Vararak, umgeben von hohen Sandsteinbergen. Charakteristisch für die Stadt ist ein schachbrettartiger Straßenverlauf.

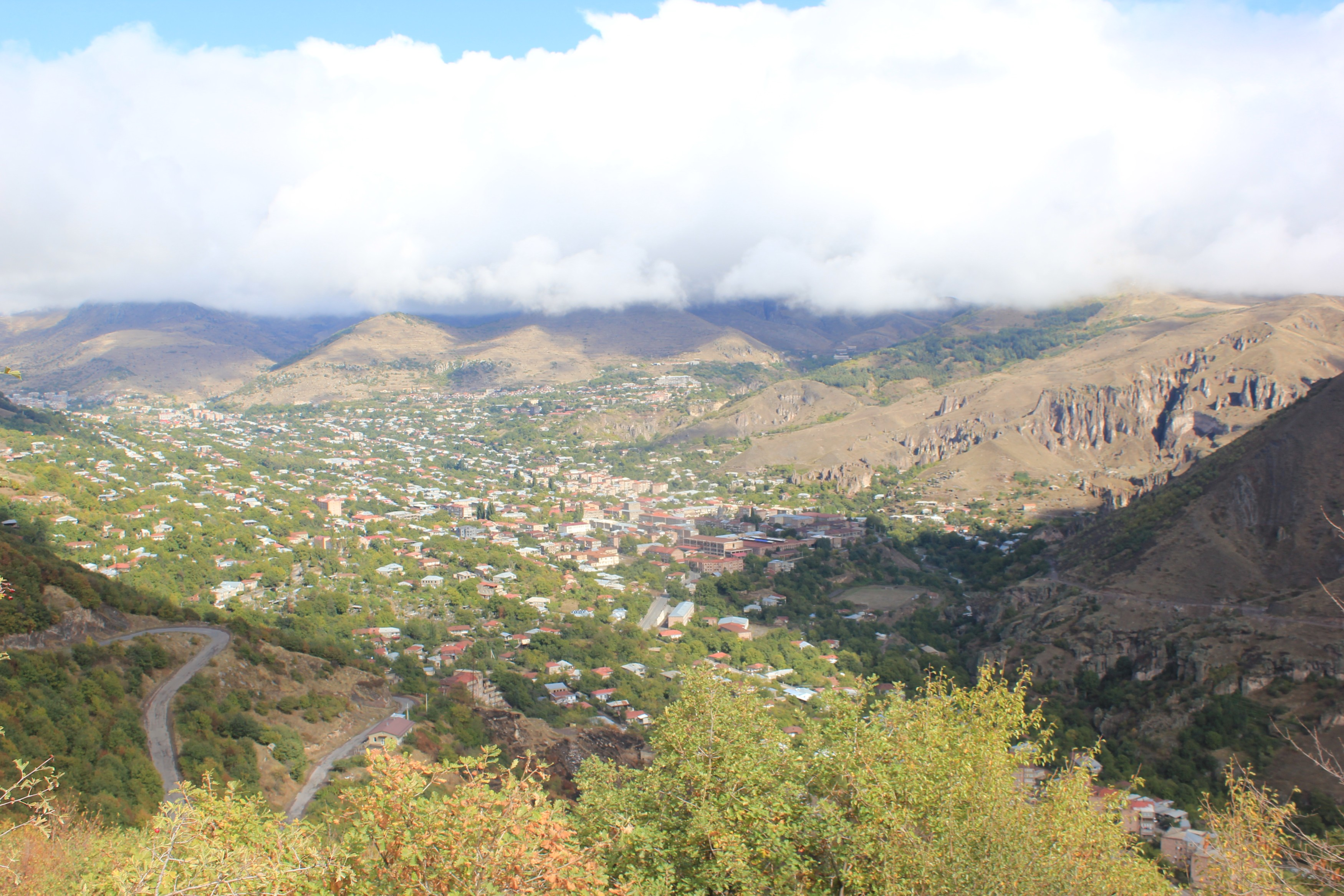
Blick über die Stadt von Süden

Sehenswert sind einige restaurierte Stadthäuser sowie das Museum zu Ehren des armenischen Dichters Axel Bakunz. Einen guten Überblick über den Talkessel hat man vom Jerankatar genannten Stadtberg. Weitere Ausflugsziele in der näheren Umgebung sind das alte armenische Kloster Tatev und die Felshöhlen von Chndsoresk.
Goris ist ein regionales Industriezentrum, wenngleich nach dem Karabachkrieg ein wirtschaftlicher Niedergang folgte, an dem die Stadt bis heute leidet. Im Straßenbild sind kriegsbedingte Zerstörungen nicht zu übersehen. Angesichts der zunehmenden Zahl ausländischer Besucher – meist armenischstämmiger Amerikaner – wird stark an der touristischen Infrastruktur gearbeitet. Es stehen ein Hotel mit europäischem Standard sowie mehrere Bed & Breakfast zur Verfügung.
Goris ist ein regionaler Verkehrsknotenpunkt. Durch die Stadt verläuft die Fernstraße M2 von Jerewan über den 2480 m hohen Tashtunpass nach Täbris in Iran. Der Abschnitt zwischen Goris und Kapan ist seit dem Ende des Kriegs um Bergkarabach 2020 nicht mehr durchgehend befahrbar. Eine neu ausgebaute Nebenstraße (H46) biegt sieben Kilometer westlich der Stadt nach Süden ab und erreicht über das Kloster Tatew und Tandzaver schließlich wieder die M2 östlich von Kapan.
In Goris zweigt ebenfalls die strategisch wichtige M12 ab, die nach Stepanakert (Xankəndi) in Bergkarabach führt.

## Städtepartnerschaften
- Njaswisch, Belarus
- Vienne, Frankreich